# Everything You Need
Albums de Slightly Stoopid
Longest Barrel Ride
(1998) Acoustic Roots: Live and Direct
(2004)
Everything You Need est le troisième album du group Slightly Stoopid, sorti chez Surfdog Records en 2003.

## Liste des titres
1. Everything You Need
2. Officer
3. Questionable
4. Runnin’ With A Gun
5. Killin’ Me Deep Inside
6. Perfect Gentleman
7. Wicked Rebel
8. Sweet Honey
9. Punk Rock Billy
10. World Goes Round" (featuring I-Man)
11. Wiseman
12. Leaving on a Jet Plane
13. Mellow Mood" (featuring G. Love)
14. Collie Man